# Townshend Acts

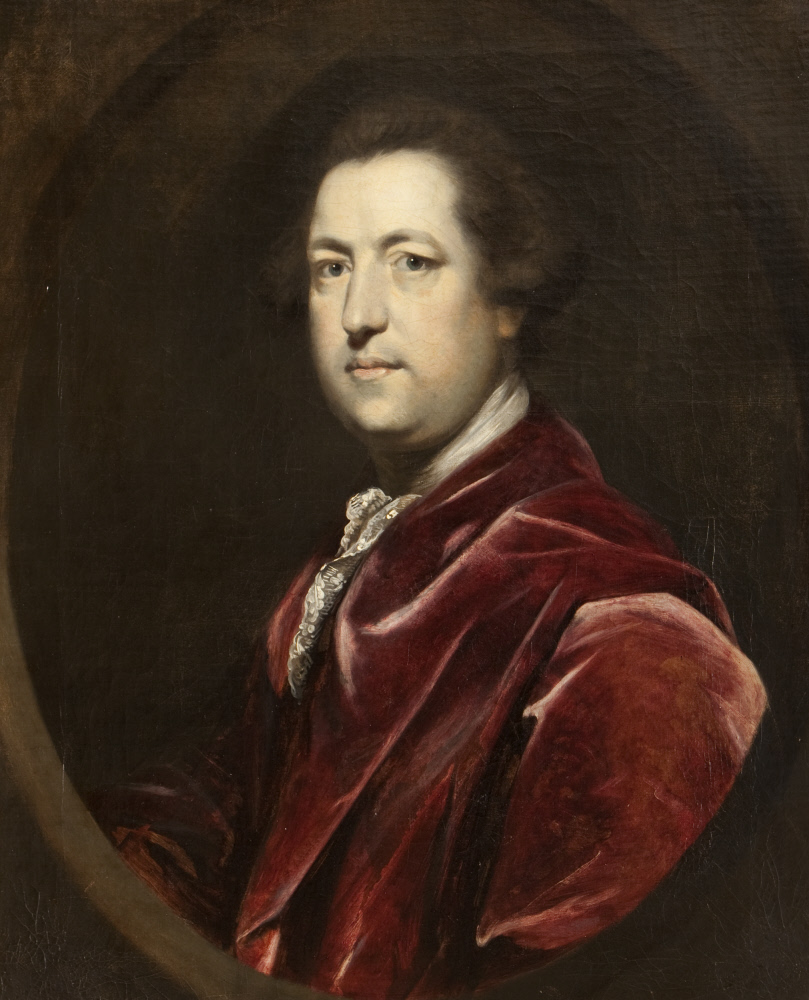
Charles Townshend, da cui prendono nome i Townshend Acts.

I Townshend Acts furono una serie di leggi emanate a partire dal 1767 da parte del Parlamento della Gran Bretagna riguardanti le colonie britanniche nel Nord America. Queste leggi devono il loro nome a Charles Townshend, il Cancelliere dello Scacchiere, che le presentò.
Tra gli storici non c'è pieno accordo su quali leggi vadano sotto il nome di Townshend Acts, ma cinque sono spesso citate: la legge sulle entrate ("Revenue Act") del 1767, l'"Indemnity Act", il "Commissioners of Customs Act", il "Vice Admiralty Court Act" e il "New York Restraining Act". Gli scopi dei Townshend Acts erano molteplici: aumentare le entrate nelle colonie per pagare gli stipendi di governatori e giudici in modo che essi fossero indipendenti dal controllo coloniale, creare un mezzo più efficace per far rispettare le regolamentazioni commerciali, punire la Provincia di New York per non essersi conformata al Quartering Act del 1765 e stabilire un precedente sul fatto che il Parlamento britannico aveva il diritto di tassare le colonie. I Townshend Acts incontrarono opposizione nelle colonie, inducendo all'occupazione di Boston da parte delle truppe britanniche nel 1768, occupazione che ha poi portato al massacro di Boston il 5 marzo 1770.
Per ironia della sorte, lo stesso giorno del massacro di Boston il Parlamento britannico iniziò a prendere in considerazione una proposta di abrogazione parziale delle tasse conseguenti alle leggi di Townshend. La maggior parte delle nuove tasse venne abrogata, ma la tassa sul tè fu mantenuta. Tuttavia il governo britannico continuò nel suo tentativo di tassare i coloni senza il loro consenso e ne seguirono il Boston Tea Party e la Guerra d'indipendenza americana.

## I precedenti
Dopo la Guerra dei sette anni (1756-1763), l'Impero britannico era fortemente indebitato. Per contribuire a pagare parte dei costi dell'acquisizione di nuovi territori, il Parlamento britannico decise di imporre nuove imposte nelle colonie americane. In precedenza, attraverso l'Atto di navigazione il Parlamento aveva usato la tassazione per regolamentare il commercio dell'impero. Ma con il Sugar Act del 1764, il Parlamento cercò, per la prima volta, di tassare le colonie con lo scopo specifico di aumentare le entrate. I coloni americani contestarono inizialmente il Sugar Act per ragioni economiche, ma ben presto riconobbero che erano in gioco questioni costituzionali.
Secondo la Costituzione britannica, i sudditi non potevano essere tassati senza il consenso dei loro rappresentanti in Parlamento. Dato che le colonie non eleggevano membri in Parlamento, molti coloni lessero il tentativo del Parlamento di tassarli come una violazione della dottrina costituzionale della tassazione solo dietro consenso. Alcuni politici britannici contrastarono questo argomento con la teoria della "rappresentazione virtuale", sostenendo che i coloni erano in realtà rappresentati in Parlamento anche se non vi eleggevano membri. Questo problema, solo brevemente discusso dopo il Sugar Act, divenne un importante punto di contesa al successivo passaggio in Parlamento dello Stamp Act (1765). Lo Stamp Act si dimostrò essere largamente impopolare nelle colonie, tanto da costringere il Parlamento ad abrogarlo l'anno successivo.
Implicito nella controversia Stamp Act era un problema di maggiore importanza della tassazione e rappresentanza: la questione della portata dell'autorità del Parlamento inglese sulle colonie. Il Parlamento britannico fornì la sua risposta a questa domanda quando abrogò lo Stamp Act nel 1766 e simultaneamente approvando il Declaratory Act, in cui si sosteneva che il Parlamento poteva legiferare sulle colonie "in qualunque caso".

## Il piano legislativo di Townshend

### Aumentare le entrate
Il primo dei Townshend Acts fu il Revenue Act del 1767, a volte conosciuto semplicemente come Townshend Act. Con questa legge il governo presieduto da Chatham adottava una nuova strategia per procurare gettito fiscale nelle colonie americane dopo l'abrogazione nel 1766 dello Stamp Act. Il governo britannico aveva avuto l'impressione che i coloni si erano opposti allo Stamp Act perché si trattava di una imposta diretta (o "interna") e avrebbero quindi accettato una tassa sulle importazioni in quanto indiretta (o "esterna"). Con questo presupposto Charles Townshend, il Cancelliere dello Scacchiere, mise a punto un piano che poneva nuovi dazi su carta, vernici, piombo, vetro e il tè che venivano importati nelle colonie. Questi erano beni che non erano prodotti nel Nord America e che i coloni potevano solo acquistare dalla Gran Bretagna.
Il convincimento del governo britannico che i coloni avrebbero accettato tasse "esterne" era il risultato di un fraintendimento della contrarietà coloniale allo Stamp Act. L'opposizione dei coloni a imposte "interne" non significava che ne avrebbero accettato di "esterne"; la posizione dei coloni era che ogni imposta prevista dal Parlamento al fine di aumentare il gettito era incostituzionale. "L'errata convinzione di Townshend che gli americani considerassero le imposte interne incostituzionali e quelle esterne costituzionali", ha scritto lo storico John Phillip Reid, "è stato di fondamentale importanza nella storia delle vicende che hanno portato alla Rivoluzione." Il Revenue Act di Townshend ricevette l'approvazione reale il 29 giugno 1767. In Parlamento l'opposizione alla legge fu molto debole. "Mai accadde che un provvedimento così fatale passasse in modo così tranquillo", ha scritto lo storico Peter Thomas.
il Revenue Act fu approvato assieme all'Indemnity Act del 1767, destinato a rendere il tè importato dalla Compagnia Inglese delle Indie Orientali più competitivo di quello olandese di contrabbando. L'Indemnity Act abrogava le tasse sul tè importato in Inghilterra, permettendo così di riesportarlo a costi più bassi nelle colonie. Questo taglio delle entrate in Inghilterra sarebbe stato parzialmente compensato dalle nuove tasse sul tè nelle colonie ottenute con il Revenue Act. Il Revenue Act ribadiva inoltre la legittimità dei writs of assistance, o mandati di perquisizione generali, che davano ai funzionari doganali ampi poteri di perquisizione nelle case e nelle imprese alla ricerca di beni di contrabbando.
Lo scopo originario dichiarato delle tasse Townshend era quello di aumentare il gettito per contribuire a pagare il costo di mantenimento di un esercito nel Nordamerica. Townshend cambiò l'obiettivo del piano di imposta e decise di utilizzare le entrate per pagare gli stipendi di governatori coloniali e giudici. In precedenza questi stipendi erano versati dalle assemblee coloniali; ora il Parlamento sperava di portare il power of the purse ("potere della borsa") lontano dalle colonie. Secondo lo storico John C. Miller, "Townshend ingegnosamente cercò di prendere i soldi dagli americani per mezzo della tassazione parlamentare e di impiegarli contro le loro libertà, rendendo governatori coloniali e giudici indipendenti dalle assemblee".
Alcuni membri del Parlamento si erano opposti perché si prevedeva che il piano Townshend generasse solo 40.000 ₤ (sterline) di entrate annuali, ma si ritenne che, dopo aver fermamente stabilito il precedente di tassare i coloni, il programma poteva gradualmente essere incrementato rendendo le colonie finanziariamente autosufficienti. Secondo lo storico Peter Thomas, gli "obiettivi [di Townshend] erano politici, piuttosto che finanziari".

### Rafforzare il rispetto
Per meglio raccogliere le nuove tasse, il Commissioners of Customs Act del 1767 istituì l'American Board of Customs Commissioners, un corpo di polizia doganale modellato sul British Board of Customs. L'American Customs Board venne creato a causa delle difficoltà incontrate dal British Board nel far rispettare i regolamenti commerciali nelle colonie lontane. Cinque commissari vennero nominati nel consiglio, che aveva sede a Boston. L'American Customs Board avrebbe generato ostilità nelle colonie nei confronti del governo britannico. Secondo lo storico Oliver M. Dickerson, "la separazione effettiva delle colonie continentali dal resto dell'Impero inizia con la creazione di questo consiglio di amministrazione indipendente".
Un'altra misura di aiuto nell'applicazione delle leggi sul commercio fu il Vice Admiralty Court Act del 1768. Anche se spesso incluso nelle discussioni dei Townshend Acts, questa legge fu avviata dal Gabinetto del Regno Unito quando Townshend non era presente e non passò se non dopo la sua morte. Prima di questa legge, c'era una sola vice admiralty court in Nord America, con sede a Halifax, Nuova Scozia. Fondata nel 1764, questa Corte si era dimostrata troppo lontana per servire tutte le colonie, e così il Vice Admiralty Court Act del 1768 ha istituito quattro tribunali distrettuali, che si trovavano a Halifax, Boston, Filadelfia e Charleston. Lo scopo delle vice admiralty courts, che non avevano giurie, era quello di aiutare i funzionari doganali a perseguire i trafficanti, in quanto le giurie coloniali erano riluttanti a condannare le persone per la violazione dei regolamenti commerciali impopolari.
Townshend affrontò anche il problema di cosa fare della New York Provincial Assembly, che aveva rifiutato di rispettare il Quartering Act del 1765 perché i membri la ritenevano una tassa incostituzionale. Il New York Restraining Act, che secondo lo storico Robert Chaffin era "ufficialmente una parte dei Townshend Acts", sospese il potere dell'Assemblea fino a quando non rispettava il Quartering Act. Il Restraining Act non entrò mai in vigore perché, dal momento che divenne esecutiva, la New York Assembly aveva già stanziato i soldi per coprire i costi del Quartering Act. L'Assemblea evitò di concedere il diritto al Parlamento di tassare le colonie non facendo riferimento al Quartering Act nello stanziare questo denaro; approvarono anche una risoluzione in cui si stabiliva che il Parlamento non poteva costituzionalmente sospendere una legislatura eletta.

## Reazioni
Townshend sapeva che il suo programma sarebbe stato fonte di controversie nelle colonie, ma sostenne che: "La superiorità della nazione madre non può in alcun momento essere esercitata meglio di adesso." I Townshend Acts non crearono un immediato tumulto come lo Stamp Act aveva generato due anni prima, ma ben presto, l'opposizione al programma divenne molto diffusa. Townshend non visse abbastanza per vedere questa reazione dato che morì improvvisamente il 4 settembre 1767.

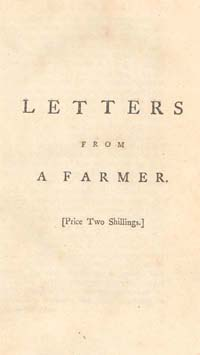
La copertina di Letters from a Farmer in Pennsylvania di John Dickinson.

La risposta più influente nelle colonie ai Townshend Acts fu una serie di dodici saggi di John Dickinson dal titolo "Letters from a Farmer in Pennsylvania" (Lettere da un agricoltore della Pennsylvania), date alle stampe a partire dal mese di dicembre 1767. Articolando idee eloquenti già ampiamente condivise nelle colonie, Dickinson sosteneva che non vi era alcuna differenza tra tasse "interne" ed "esterne" e che ogni imposta sulle colonie da parte del Parlamento allo scopo di aumentare le entrate era incostituzionale. Dickinson avvertiva i coloni di non permettere tassazioni solo perché gli importi erano bassi, in quanto ciò avrebbe costituito un precedente pericoloso.
Dickinson inviò una copia delle sue "Lettere" a James Otis Jr. nella Provincia della Massachusetts Bay, informandolo che "ogni volta che la Causa della Libertà Americana doveva essere difesa, guardo verso la provincia della Massachusetts Bay". La Camera dei Rappresentanti del Massachusetts iniziò una campagna contro i Townshend Acts. Per prima cosa inviò una petizione al re Giorgio III per chiedere l'abrogazione del Revenue Act e poi indirizzò una lettera alle altre assemblee coloniali chiedendo loro di unirsi al movimento di resistenza. Al ricevimento della "Lettera circolare del Massachusetts", anche altre colonie inviarono petizioni al re. La Virginia e la Pennsylvania inviarono anche petizioni al Parlamento inglese, ma le altre colonie non lo fecero, ritenendo che questo comportamento avrebbe potuto essere interpretato come un'ammissione di sovranità del Parlamento nei loro confronti. Il Parlamento rifiutò di prendere in considerazione le istanze di Virginia e Pennsylvania.
In Gran Bretagna, Lord Hillsborough, che era stato da poco nominato Segretario di Stato per le Colonie, carica creata di recente, si allarmò per le azioni della Massachusetts House. Nel mese di aprile 1768 inviò una lettera ai governatori delle colonie in America, ordinando loro di sciogliere le assemblee coloniali, se avevano risposto alla Lettera Circolare del Massachusetts. Inviò anche una lettera al governatore del Massachusetts, Sir Francis Bernard, in cui dava istruzioni affinché l'assemblea del Massachusetts revocasse la Lettera circolare. Con un voto di 92 a 17, l'Assemblea rifiutò di conformarsi, e Bernard prontamente sciolse la legislatura.

### Boicottaggi
I mercanti nelle colonie, alcuni di loro contrabbandieri, organizzarono boicottaggi economici per fare pressione sul loro controparti inglesi perché abrogassero i Townshend Acts. I mercanti di Boston organizzarono il primo accordo di non-importazione, chiedendo ai commercianti di sospendere l'importazione di alcuni tipi di merci britanniche dal 1º gennaio 1769. Mercanti di altri porti delle colonie, tra cui New York e Filadelfia, alla fine si unirono al boicottaggio. In Virginia, il tentativo di boicottaggio fu organizzato da George Washington e George Mason. Quando la House of Burgesses della Colonia della Virginia approvò una risoluzione secondo cui il Parlamento non aveva alcun diritto di tassare la Virginia senza il loro consenso, il Governatore Lord Botetourt sciolse l'assemblea. I membri dell'assemblea si incontrarono nella Raleigh Tavern e adottarono un accordo di boicottaggio noto come "Association".
Il boicottaggio non risultò efficace quanto i promotori avevano sperato. Le esportazioni britanniche nelle colonie diminuirono del 38 per cento nel 1769, ma molti commercianti non parteciparono alla protesta che iniziò a indebolirsi nel 1770 e terminò nel 1771.

### Disordini a Boston

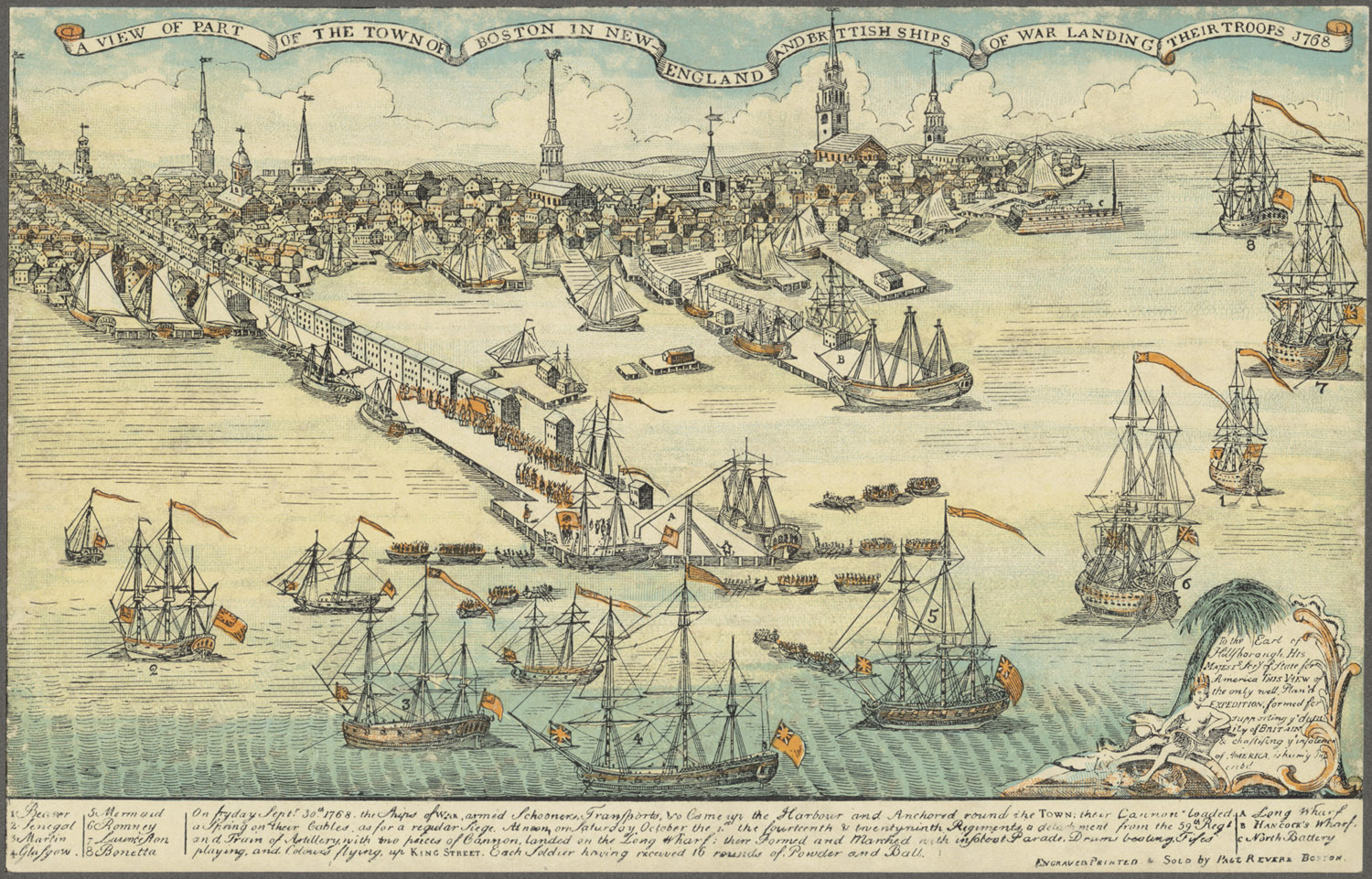
Truppe inglesi sbarcano nel porto di Boston nel 1768. (Da una incisione di Paul Revere riprodotta a colori).

La nuova American Customs Board (la commissione doganale) si insediò a Boston e fin dall'inizio si applicò allo scopo di fare rispettare rigorosamente i Townshend Acts. Le leggi erano però così impopolari a Boston che la Commissione chiese assistenza navale e militare. Il commodoro Samuel Hood inviò la HMS Romney, nave da guerra equipaggiata con cinquanta cannoni, che arrivò nel porto di Boston nel maggio 1768.
Il 10 giugno 1768, i funzionari doganali sequestrarono la Liberty, nave di proprietà del grande mercante di Boston John Hancock, che fu accusato di contrabbando. I bostoniani, già in collera perché il capitano della Romney aveva arruolato con la forza dei marinai locali, cominciarono una sommossa. I doganieri fuggirono e si rifugiarono a William Castle. Con John Adams suo avvocato difensore, Hancock fu perseguito in un processo della vice-admiralty court che fu altamente pubblicizzato, ma le accuse alla fine caddero.
Considerato lo stato di cose instabili in Massachusetts, Hillsborough incaricò il Governatore Bernard di cercare le prove del tradimento di Boston. Il Parlamento stabilì che il Treason Act del 1543 era ancora in vigore e che consentiva di trasportare i bostoniani in Inghilterra dove potevano essere processati per tradimento. Ma Bernard non trovò nessuno disposto a fornire testimonianze attendibili e quindi non c'erano prove di tradimento. La possibilità che i coloni americani potevano essere arrestati e inviati in Inghilterra per il processo produsse allarme e indignazione.
Già prima della rivolta legata al sequestro della Liberty, Hillsborough aveva deciso di inviare truppe a Boston. L'8 giugno 1768, incaricò il generale Thomas Gage, comandante in capo in America del Nord, di inviare "le forze armate che riteneva necessarie a Boston", anche se ammetteva che questo avrebbe potuto portare a "conseguenze non facilmente prevedibili". Hillsborough suggerì a Gage di inviare un reggimento a Boston, ma l'incidente della Liberty convinse gli ufficiali che era necessario un contingente maggiore.
La gente del Massachusetts apprese nel settembre 1768 che le truppe erano nelle strade. Samuel Adams organizzò un'assemblea di emergenza, extralegale della città, in cui vennero approvate risoluzioni contro l'occupazione imminente di Boston, ma il 1º ottobre 1768, il primo di quattro reggimenti della British Army iniziò lo sbarco nel porto cittadino ed i commissari delle dogane vi ritornarono dopo la fuga. Il "Journal of Occurrences", una serie di articoli di giornale anonimi, informava sugli scontri tra civili e militari durante l'occupazione militare di Boston, a quanto pare con qualche esagerazione. La tensione aumentò dopo che Christopher Seider, un adolescente di Boston, venne ucciso da un dipendente della dogana il 22 febbraio 1770. Anche se i soldati britannici non erano stati coinvolti in questo incidente, il risentimento contro l'occupazione si intensificò nei giorni che seguirono, causando l'uccisione di cinque civili in quello che passò alla storia come il Massacro di Boston del 5 marzo 1770. Dopo il fatto le truppe furono fatte ritirate a Castle William.

## La parziale abrogazione
Il 5 marzo 1770 - per ironia della sorte lo stesso giorno del massacro di Boston - Lord North, il nuovo Primo Ministro, presentò una mozione alla Camera dei Comuni che chiedeva l'abrogazione parziale del Townshend Revenue Act. Anche se alcuni membri del Parlamento erano a favore di una abrogazione totale della legge, lord North non era d'accordo, sostenendo che il dazio del tè doveva essere mantenuto per affermare "il diritto di tassare gli americani". Dopo il dibattito, la legge di abrogazione (Repeal Act) ricevette l'assenso reale il 12 aprile 1770.
Lo storico Robert Chaffin ha sostenuto che poco era effettivamente cambiato:
(Chaffin, Townshend Acts, 140)
Il dazio sul tè, voluto da Townshend, venne mantenuto quando il Tea Act del 1773 fu approvato, il che permise all'East India Company di spedire direttamente il tè alle colonie. Ne seguì presto il Boston Tea Party che pose le basi per la Guerra d'indipendenza americana.

### Approfondimenti
- (EN) Barrow, Thomas C. Trade and Empire: The British Customs Service in Colonial America, 1660–1775. Harvard University Press, 1967.
- (EN) Breen, T. H. The Marketplace of Revolution: How Consumer Politics Shaped American Independence. Oxford University Press, 2005. ISBN 0-19-518131-X; ISBN 978-0-19-518131-9.
- (EN) Knight, Carol Lynn H. The American Colonial Press and the Townshend Crisis, 1766–1770: A Study in Political Imagery. Lewiston: E. Mellen Press, 1990.
- (EN) Carl Ubbelohde, The Vice-Admiralty Courts and the American Revolution, Chapel Hill, University of North Carolina Press, 1960.